# There's no living without your loving
There's no living without your loving is een single van Peter & Gordon. Het is afkomstig van hun album Peter & Gordon. There’s no living without you was weer alleen een Amerikaans succes. Het haalde de 50e plaats in de Billboard Hot 100. Europa, waaronder Nederland en Engeland, zag niets in het plaatje.
De B-kant was een nummer geschreven door de heren Peter Asher en Gordon Waller zelf.

## Andere versies
Het nummer is ook door anderen uitgevoerd:
- Manfred Mann op een ep getiteld No living without loving uit 1965.
- Gene Pitney op zijn album I must be seeing things uit 1965. Het nummer is ook de titelsong van de ep There's no living without your loving uit 1967.
- Mink DeVille op het album Sportin' Life uit 1985.